# Gliwice
Gliwice [gliˈvit͡sɛ] (tiếng Đức: Gleiwitz) là một thành phố ở Silesia phía nam Ba Lan, gần Katowice. Đây là khu vực phía tây của vùng đô thị Thượng Silesia có dân số 2 triệu người. Thành phố năm ở cao nguyên Silesia, bên sông Kłodnica (chi lưu của sông Oder).
Thành phố thuộc tỉnh Silesia từ khi thành lập năm 1999, trước đó thuộc tỉnh Katowice. Gliwice là một trong những thành phố thuộc khu vực đô thị Katowice và thuộc vùng đại đô thị Silesia có dân số khoảng 5.294.000 người. Dân số thành phố này là 179.806 người (năm 2018).